# Gran Premio motociclistico di Germania 1970
Il Gran Premio motociclistico di Germania fu il primo appuntamento del motomondiale 1970.
Si svolse il 2 e 3 maggio 1970 (il 2 si svolsero le gare di 50, 350 e sidecar; il 3 le altre gare) presso il Nürburgring. Fu utilizzato il “circuito nord” (Nordschleife) su cui il Motomondiale non correva dalla stagione 1958.
Le gare furono tutte influenzate dalle pessime condizioni meteorologiche, che furono una delle cause della morte dell'inglese Robin Fitton.
In 350 e 500 Giacomo Agostini ottenne una facile doppietta in entrambe le classi. “Ago” fu agevolato dall'assenza di Renzo Pasolini, infortunatosi mentre provava il circuito su una Benelli stradale.
In 250 Kel Carruthers, campione del Mondo in carica della categoria, vinse il GP approfittando delle rotture occorse alle moto di Rodney Gould, Santiago Herrero e Phil Read e alla caduta dello svedese Börje Jansson.
In 125 l'australiano John Dodds diede all'Aermacchi la sua prima vittoria iridata: ad agevolare la vittoria la caduta dell'ungherese della MZ László Szabó.
Nella gara della 50, vittoria per Ángel Nieto sul tedesco Rudolf Kunz (Kreidler) e sull'italiano Gilberto Parlotti (Tomos).
Nei sidecar, Georg Auerbacher vinse a seguito delle rotture dei mezzi di Klaus Enders e Siegfried Schauzu.

## Classe 500
Furono presenti 47 piloti al via e ne vennero classificati 31 al traguardo.

### Arrivati al traguardo
| Pos. | Pilota              | Moto         | Tempo        | Punti |
| ---- | ------------------- | ------------ | ------------ | ----- |
| 1    | Giacomo Agostini    | MV Agusta    | 1h 04' 55" 7 | 15    |
| 2    | Alan Barnett        | Seeley       | +2' 52" 3    | 12    |
| 3    | Tommy Robb          | Seeley       | +3' 47" 8    | 10    |
| 4    | Karl Hoppe          | Münch-URS    | +4' 46"      | 8     |
| 5    | Ginger Molloy       | Bultaco      | +5' 04" 8    | 6     |
| 6    | Walter Rungg        | Aermacchi    | +5' 30" 2    | 5     |
| 7    | Martti Pesonen      | Yamaha       | +5' 55" 8    | 4     |
| 8    | Ernst Hiller        | Kawasaki     | +6' 20" 1    | 3     |
| 9    | Billie Nelson       | Hannah Paton | +6' 39" 9    | 2     |
| 10   | Terry Dennehy       | Drixl-Honda  | +6' 48" 6    | 1     |
| 11   | Gyula Marsovszky    | LinTo        |              |       |
| 12   | Heinrich Rosenbusch | LinTo        |              |       |

## Classe 350
19 piloti al traguardo.

### Arrivati al traguardo
| Pos | Pilota             | Moto              | Tempo        | Punti |
| --- | ------------------ | ----------------- | ------------ | ----- |
| 1   | Giacomo Agostini   | MV Agusta         | 1h 07' 45" 7 | 15    |
| 2   | Kel Carruthers     | Benelli           | +3' 37" 6    | 12    |
| 3   | Chas Mortimer      | Yamaha            | +4' 55" 5    | 10    |
| 4   | Karl Hoppe         | Yamaha            | +5' 30" 2    | 8     |
| 5   | Hans-Dieter Görgen | Yamaha            | +5' 32" 2    | 6     |
| 6   | Jim Curry          | Drixton-Aermacchi | +5' 32" 6    | 5     |
| 7   | Walter Rungg       | Aermacchi         | +5' 33" 9    | 4     |
| 8   | Walter Scheimann   | Yamaha            | +7' 41" 3    | 3     |
| 9   | Billie Nelson      | Yamaha            | +8' 48" 4    | 2     |
| 10  | Walter Sommer      | Yamaha            | +9' 22" 4    | 1     |

## Classe 250
18 piloti al traguardo.

### Arrivati al traguardo
| Pos | Pilota              | Moto   | Tempo        | Punti |
| --- | ------------------- | ------ | ------------ | ----- |
| 1   | Kel Carruthers      | Yamaha | 1h 09' 26" 2 | 15    |
| 2   | Klaus Huber         | Yamaha | +22" 1       | 12    |
| 3   | Chas Mortimer       | Yamaha | +22" 4       | 10    |
| 4   | Walter Sommer       | Yamaha | +1' 45" 3    | 8     |
| 5   | Heinrich Rosenbusch | Yamaha | +1' 50" 5    | 6     |
| 6   | Jarno Saarinen      | Yamaha | +1' 55"      | 5     |
| 7   | Lothar John         | Yamaha | +3' 10" 2    | 4     |
| 8   | Gyula Marsovszky    | Yamaha | +3' 10" 2    | 3     |
| 9   | László Szabó        | MZ     | +3' 13" 2    | 2     |
| 10  | Teuvo Länsivuori    | Yamaha | +3' 15" 9    | 1     |

## Classe 125
20 piloti al traguardo.

### Arrivati al traguardo
| Pos | Pilota                  | Moto      | Tempo        | Punti |
| --- | ----------------------- | --------- | ------------ | ----- |
| 1   | John Dodds              | Aermacchi | 1h 02' 32" 9 | 15    |
| 2   | Heinz Kriwanek          | Rotax     | +6" 3        | 12    |
| 3   | Walter Sommer           | Yamaha    | +22" 8       | 10    |
| 4   | Toni Gruber             | Maico     | +40" 9       | 8     |
| 5   | Otello Buscherini       | Villa     | +1' 08"      | 6     |
| 6   | László Szabó            | MZ        | +1' 26" 3    | 5     |
| 7   | Siegfried Möhringer     | Yamaha    | +2' 10" 8    | 4     |
| 8   | Herbert Mann            | MZ        | +2' 47" 1    | 3     |
| 9   | Günter Bartusch         | MZ        | +3' 09" 2    | 2     |
| 10  | Hans-Joachim Dittberner | Honda     | +3' 48" 8    | 1     |
| 11  | Luigi Rinaudo           | Aermacchi |              |       |

## Classe 50
20 piloti al traguardo.

### Arrivati al traguardo
| Pos | Pilota            | Moto       | Tempo     | Punti |
| --- | ----------------- | ---------- | --------- | ----- |
| 1   | Ángel Nieto       | Derbi      | 39' 30" 7 | 15    |
| 2   | Rudolf Kunz       | Kreidler   | +50" 1    | 12    |
| 3   | Gilberto Parlotti | Tomos      | +53" 9    | 10    |
| 4   | Salvador Cañellas | Derbi      | +2' 35" 5 | 8     |
| 5   | Eugenio Lazzarini | Morbidelli | +3' 06" 9 | 6     |
| 6   | Otello Buscherini | Honda      | +3' 10" 2 | 5     |
| 7   | Manfred Bernsee   | Maico      |           | 4     |
| 8   | Aalt Toersen      | Jamathi    |           | 3     |
| 9   | Harald Bartol     | Kreidler   |           | 2     |
| 10  | Jos Schurgers     | Kreidler   |           | 1     |

## Classe sidecar
Per le motocarrozzette si trattò della 116ª gara effettuata dall'istituzione della classe nel 1949; si sviluppò su 5 giri, per una percorrenza di 114,180 km.
Giro più veloce di Klaus Enders/Wolfgang Kalauch (BMW) in 11' 09" 3 a 122,800 km/h.
13 equipaggi al traguardo.

### Arrivati al traguardo
| Pos | Pilota                | Passeggero         | Moto | Tempo     | Punti |
| --- | --------------------- | ------------------ | ---- | --------- | ----- |
| 1   | Georg Auerbacher      | Hermann Hahn       | BMW  | 56' 44" 8 | 15    |
| 2   | Heinz Luthringshauser | Hans-Jürgen Cusnik | BMW  | +57" 2    | 12    |
| 3   | Richard Wegener       | Adi Heinrichs      | BMW  | +1' 57" 4 | 10    |
| 4   | Tony Wakefield        | John Flaxman       | BMW  | +1' 59" 8 | 8     |
| 5   | Siegfried Maier       | Siegfried Brauning | BMW  | +4' 07" 2 | 6     |
| 6   | Egon Schons           | Karl Lauterbach    | BMW  | +5' 32" 2 | 5     |
| 7   | Gerhard Müller        | Willy Buchecker    | BMW  |           | 4     |
| 8   | Colin Hornby          | Mike Griffiths     | BMW  |           | 3     |
| 9   | Willy Emrich          | Rolf Emrich        | BMW  |           | 2     |
| 10  | Graham Milton         | John Thornton      | BMW  |           | 1     |

## Fonti e bibliografia
- Motociclismo, giugno 1970.